# Zdzisław Lubomirski

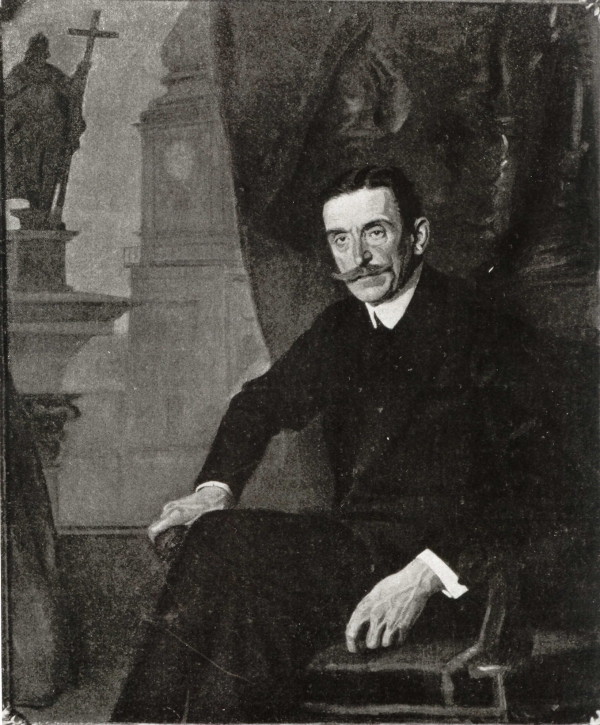
Stanisław Lentz, Portret Zdzisława Lubomirskiego z 1916 roku

Zdzisław Lubomirski herbu Szreniawa bez Krzyża (ur. 23 marca?/4 kwietnia 1865 w Niżnym Nowogrodzie, zm. 31 lipca 1943 w Małej Wsi) – polski prawnik, polityk i działacz społeczny; prezydent Warszawy, członek Rady Regencyjnej, książę, właściciel dóbr w Małej Wsi. Odegrał wybitną rolę w czasach Królestwa Polskiego (regencyjnego).

## Pochodzenie społeczne, rodzina, edukacja
Był synem Jana Tadeusza i Marii z Zamoyskich. Rodzicom zależało na jego wychowaniu w duchu polskości, dlatego już jako dziecko został wysłany do Krakowa. Ukończył Gimnazjum św. Anny w Krakowie. Następnie w latach 1883–1887 studiował prawo na Uniwersytecie Jagiellońskim i wszechnicy w Grazu.

## Działalność charytatywna
Książę wcześnie wkroczył na arenę życia publicznego. W 1904 został wiceprezesem, a cztery lata później prezesem Warszawskiego Towarzystwa Dobroczynności. Lubomirski został również kuratorem Instytutu Oftalmicznego. Placówka prowadziła badania z dziedziny okulistyki na poziomie europejskim. Organizowała również bezpłatne leczenie wzroku dla najbiedniejszych.
Od młodości szczególnie cenił szkolnictwo. W państwie, gdzie obowiązkowe było szkolnictwo rosyjskie, starał się organizować polskie szkoły i biblioteki. Były ogólnodostępne, przeznaczone nie tylko dla dzieci. Książę Lubomirski był członkiem Zarządu Towarzystwa Wpisów Szkolnych. Organizował wyjazdy polskich działaczy społecznych do Pragi w 1908 roku, następnie przyjmował rewizytę Czechów w Warszawie. Starał się również tworzyć administracyjne i organizacyjne podstawy narodowej oświaty. W 1905 roku był współzałożycielem stronnictwa „Spójnia Narodowa”, uczestniczył w zjazdach nauczycieli zrzeszonych w Towarzystwie Oświaty Narodowej.
W odpowiedzi na deklarację wodza naczelnego wojsk rosyjskich wielkiego księcia Mikołaja Mikołajewicza Romanowa z 14 sierpnia 1914 roku, podpisał telegram dziękczynny, głoszący m.in., że krew synów Polski, przelana łącznie z krwią synów Rosyi w walce ze wspólnym wrogiem, stanie się największą rękojmią nowego życia w pokoju i przyjaźni dwóch narodów słowiańskich. W czasie I wojny światowej Książę nadal organizował pomoc wspierając wiele organizacji charytatywnych. Sam angażował się w ich prace, udzielał pomocy finansowej, organizował struktury. Był Prezesem Komitetu Towarzystwa Popierania Pracy Społecznej, Polskiego Komitetu Pomocy Sanitarnej, Wydziału Tymczasowej Samopomocy Ziemian.

## Działalność w Komitecie Obywatelskim miasta Warszawy
Książę Zdzisław Lubomirski rozpoczął szeroką działalność publiczną po rozpoczęciu I wojny światowej. Już 3 sierpnia 1914 roku wszedł w skład Komitetu Obywatelskiego Warszawy. Był jego faktycznym kierownikiem, jako prezes Sekcji Ogólnej. Prezesura władz rosyjskich była jedynie nominalna, ograniczała się do zatwierdzania projektów przedstawianych przez księcia.
Rozpoczął w ten sposób tworzenie podwalin samorządu przyszłej stolicy. Musiał rozwiązać wiele problemów, takich jak rosnące bezrobocie, pobór rekrutów (na co się nie zgadzał, odmawiając przekazania zaborcom list poborowych), problemy z zaopatrzeniem i transportem. Dla najbiedniejszych organizował prace interwencyjne. Podczas prac Komitetu Obywatelskiego Warszawa była jednym z najlepiej utrzymanych i zarządzanych miast, co potwierdza Stanisław Dzierzbicki, świadek wydarzeń, obserwator, autor dziennika i polityk:

„Jakkolwiek skutki wojny zachwiały ekonomiczny i finansowy byt Warszawy, to jednak nie odbiły się one dotąd zbyt silnie na zewnętrznym wyglądzie miasta. Powierzchownie sądząc, można by mniemać, że Warszawa nie ucierpiała zbyt silnie. Życie w mieście płynie względnie normalnie. Szkoły, szczególniej polskie prywatne, działają bez przerwy i liczą niewiele mniej uczniów jak zwykle. Sklepy, magazyny, teatry, kinematografy otwarte, tramwaje – jakkolwiek w trochę mniejszej liczbie i nie tak długo w nocy – kursują dość prawidłowo. Wodociągi działają bez zarzutu; zredukowanie prawie do połowy oświetlenia gazowego i elektrycznego na ulicach nie daje się odczuwać zbyt dotkliwie. Dowóz produktów, utrudniony wskutek zupełnego prawie zatamowania ruchu kolejowego, jest jeszcze o tyle wystarczający, że poza czasowymi brakami opału, nafty, soli itp. zaspokojenie koniecznych potrzeb życiowych jest możliwe i głód, który Łodzi dał się już silnie we znaki, nie sroży się jeszcze w Warszawie, a to głównie dzięki staraniom i pracy Komitetu Obywatelskiego.”

W reakcji na rosyjską odezwę do Polaków z sierpnia 1914 roku, w specjalnej depeszy do wielkiego księcia Mikołaja Mikołajewicza Romanowa wyraził głębokie wzruszenie orędziem.
Był członkiem utworzonego w 1914 roku Centralnego Komitetu Obywatelskiego w Warszawie.

## Budowa polskiej administracji
Pierwsze szanse związane z odbudową polskich władz pojawiły się po wycofaniu się Rosjan i wkroczeniu do Warszawy wojsk niemieckich. Książę Lubomirski odmówił wyjazdu do Rosji, pozostał na swoim posterunku w mieście i rozpoczął rozmowy z władzami nowego okupanta. Przejął kierownictwo Centralnego Komitetu Obywatelskiego. Niemieckie władze okupacyjne przekazały księciu Komitet Obywatelski, jako władzę pomocniczą.
Lubomirski wykorzystał w pełni nadarzającą się okazję. Podczas prowadzonych rozmów bronił swojego stanowiska, że obydwa komitety powinny pełnić rolę polskiego rządu. Nie tylko zarządzać powierzonym miastem i terenem wokół, ale też wydawać stosowne akty prawne. W żadnym wypadku nie mogą ograniczać się do funkcji filantropijnych i humanitarnych.
Na wniosek Lubomirskiego rozpoczęło się tworzenie sieci szkół. Domagał się i wydał stosowne akty prawne o obowiązkowym polskim szkolnictwie. Aktywnie angażował się w działalność oświatową, uważając, że najważniejsze jest wspieranie świadomości Polaków, tworzenie wzorców narodowego myślenia. Wydziałowi Oświecenia polecił przygotowanie stosownych rozwiązań, które wcielą projekt powszechnego polskiego szkolnictwa w życie.
Jednocześnie pełnił funkcję mediatora. Odmawiał władzom niemieckim wykonywania niektórych rozporządzeń, zasłaniając się obietnicami złożonymi Rosjanom. Odmówił wydania listy osób, które otrzymywały zapomogi ze środków publicznych, bo wtedy te osoby trafiłyby na roboty przymusowe do Niemiec. Zażegnał strajk w przedsiębiorstwie wodociągowym, bo groziło to przejęciem firmy przez okupanta.

## Działalność polityczna w latach 1914–1917
W listopadzie 1914 roku książę Lubomirski wszedł w skład Komitetu Narodowego Polskiego i podpisał jego odezwę. Najważniejszym celem organizacji było „zjednoczenie Polski i założenie podwalin swobodnego rozwoju narodu”. Jednocześnie prowadził rozmowy z okupantami, aby uzyskać możliwość jak najszerszej rozbudowy samorządu Warszawy i uzyskania autonomii dla całego narodu. Jednocześnie dążył do demokratyzacji życia politycznego w kraju. 16 lipca 1916 roku, za zgodą władz okupacyjnych, zorganizował wybory do samorządu Warszawy, sam został prezydentem miasta.
13 grudnia 1916 roku spotkał się z Józefem Piłsudskim, który zaproponował mu udział we władzy w przyszłym państwie polskim. Książę nie podjął żadnych konkretnych decyzji, ale panowie nawiązali długoletnią znajomość, a może nawet przyjaźń. Natomiast Lubomirski zdecydowanie krytycznie odniósł się do wizyty Franciszka Radziwiłła w Berlinie, gdzie przedkładał on kanclerzowi „życzenia Polaków”. Książę Lubomirski rozpoczął w 1917 roku współpracę z Tymczasową Radą Stanu. Pracował w Komisji Sejmowo-Konstytucyjnej. Jednocześnie wstąpił do Międzypartyjnego Koła Politycznego – forum współpracy między różnymi obozami politycznymi na polskiej scenie. Jego kandydatura była wysuwana na stanowisko regenta lub szefa rządu. Był członkiem Szwajcarskiego Komitetu Generalnego Pomocy Ofiarom Wojny.

## W Radzie Regencyjnej
5 listopada 1916 roku cesarze Niemiec i Austro-Węgier wydali do Polaków odezwę określoną mianem Aktu 5 listopada, która zakładała utworzenie niepodległego państwa polskiego. Nie podano jednak żadnych szczegółowych informacji.
Wreszcie 16 września 1917, prawie rok po wydaniu wyżej wymienionego Aktu Niemcy zdecydowali się na działania, które mogłyby nakłonić Polaków do wstępowania w ich szeregi. Strona polska postanowiła wykorzystać sytuację i uzyskać jak najwięcej ustępstw. Podczas powoływania Rady Regencyjnej książę Lubomirski, który został jej członkiem stawiał warunki, co opisuje jego żona w pamiętniku z okresu wojny:

„Zdziś nie wstąpi do Rady Regencyjnej, jeśli Niemcy nie przystaną na jego warunki, a 	mianowicie:
1.	Ogłoszenie amnestii politycznej, aby móc rozpocząć pracę z realnym czynem, a nie samymi obietnicami.
2.	Beseler winien wydać okólnik do władz, aby w przyjazny sposób odnosiły się do ludności.
3.	Warunkiem późniejszym – przeto nie sine qua non – powrót legionów i wojsko polskie.”

Rada Regencyjna Królestwa Polskiego w składzie książę Zdzisław Lubomirski, arcybiskup warszawski Aleksander Kakowski oraz ziemianin Józef Ostrowski rozpoczęła urzędowanie 27 października 1917 roku na Zamku Królewskim w Warszawie. Osobą najbardziej energiczną był książę Lubomirski, który przenosił rozwiązania zastosowane wcześniej w Warszawie na obszar wszystkich ziem polskich. Rada utworzyła rząd, który był organem wykonawczym i rozpoczęła tworzenie zrębów polskiej administracji. Chociaż regenci władali państwem bez granic i bez legitymacji międzynarodowej, starali się o jak największy zakres suwerenności. Osiągnięcia Rady były bardzo duże, ponieważ stworzyli podwaliny, na których opierał się porządek II Rzeczypospolitej. Zdzisław Lubomirski metodycznie realizował własne założenia odzyskania wolności politycznej i budowy niezawisłości ekonomicznej kraju, które wcześniej doskonale sprawdziły się w Warszawie.
Rada wydała szereg aktów prawnych, na podstawie których budowano porządek II RP – jednego z najbardziej demokratycznych państw na świecie w tej epoce. Zbudowała administrację, która również okazała się nadzwyczaj trwała. Te same, kompetentne osoby, zajmowały swoje stanowiska odbudowując młode państwo jeszcze w latach 20. XX wieku. Ustanowiła sieć placówek dyplomatycznych, które reprezentowały polskie interesy na całym świecie, utworzyła organizacyjne podstawy utworzenia Wojska Polskiego.
Książę Lubomirski obejmując stanowisko regenta zdawał sobie sprawę, że może utracić popularność wśród ludzi, tak długo budowaną, opartą na solidnych podwalinach twórcy samorządu Warszawy. Żona pisała o jego obawach:

„Gdybym był egoistą – powtarza Zdziś – to niewątpliwie usunąłbym się obecnie,	czekając końca wojny (lub trwałbym na stanowisku prezydenta miasta), a to tym bardziej, że	wychodzę z dotychczasowej rezerwy i wchodzę w kompromis z państwami centralnymi BEZ PRZEŚWIADCZENIA O ICH ZWYCIĘSTWIE, a więc bez tych poglądów, które kierowały Radą 	Stanu.”

Zdzisław Lubomirski zdecydował się na pracę w Radzie Regencyjnej, wiedząc, że da mu ona większe możliwości działania niż prezydentura Warszawy. Teraz mógł rozpocząć działania na całym terenie ziem polskich. Mógł też wykorzystać i rozwinąć sieć kontaktów międzynarodowych budowanych przez jego rodzinę od pokoleń.

## Deklaracja niepodległości Polski
7 października 1918 roku z inicjatywy księcia została ogłoszona polska deklaracja niepodległości. Opublikowana została w Monitorze Polskim. 14 października polscy żołnierze ponownie przysięgali wierność swojej Ojczyźnie, a nad gmachami urzędowymi zawisły polskie flagi. Przysięgę przyjmował inicjator deklaracji niepodległości. Słowa deklaracji informowały o odrodzeniu państwa polskiego, ale również zachęcały Polaków do aktywności politycznej i gospodarczej, aby niepodległość stała się faktem, nie tylko prasową informacją:

„W stosunku do Polski zasady te prowadzą do utworzenia niepodległego państwa, obejmującego wszystkie ziemie polskie, z dostępem do morza, z polityczną i gospodarczą 	niezawisłością, jako też terytorialną nienaruszalnością, co przez traktaty międzynarodowe 	zagwarantowanem będzie.	Aby ten program ziścić, musi naród polski stanąć jako mąż jeden i wytężyć wszystkie siły, by jego wola została zrozumiana i uznana przez świat cały.”

## Przekazanie władzy Józefowi Piłsudskiemu
Książę Zdzisław Lubomirski uważał Józefa Piłsudskiego za doskonałego polityka, męża opatrznościowego, który będzie w stanie przejąć władzę w odradzającym się państwie. Z jego inicjatywy Piłsudski został Naczelnikiem Państwa. Aby zabezpieczyć kraj przed dyktaturą, książę zdecydował o przekazaniu władzy pod warunkiem, że niedawny więzień Magdeburga w jak najkrótszym czasie powoła rząd, do którego wejdą wszystkie liczące się stronnictwa polityczne i zwoła wybory parlamentarne. 10 listopada 1918 roku Lubomirski witał Piłsudskiego na dworcu w Warszawie, dzień później, jako członek Rady Regencyjnej przekazał mu władzę wojskową, 14 listopada 1918 roku przekazał mu władzę polityczną.
Po latach książę wspominał tamte wydarzenia:

Teraz z kolei przez najbliższe trzy dni odbywało się przekazywanie władzy przez Radę 	Regencyjną Piłsudskiemu – ciągnie dalej ks. Zdzisław Lubomirski. – Konferowaliśmy nie na Zamku, ale w mieszkaniu regenta Ostrowskiego (który był chory), w pałacu Krasińskich przy Krakowskim Przedmieściu, tam gdzie dziś mieszka minister Beck. Trudno nam było zdecydować się 	na formę przelania władzy. Piłsudski śpieszył się i groził: „No, jak nie wiecie, jak to zrobić, to ja 	pojadę do Wilna”. Wreszcie 14 listopada podpisaliśmy dokument. Z początku mieliśmy przekazać Piłsudskiemu tylko władzę wojskową, potem jednak przekazaliśmy mu całą władzę z zastrzeżeniem utworzenia rządu narodowego, w ręce którego władzę złoży. Nazajutrz, 15 listopada, Piłsudski powołał rząd ludowo-robotniczy Daszyńskiego, którego potem wobec silnej opozycji zastąpił Moraczewski.

Dodatkowo po przekazaniu władzy na ręce marszałka, niepopularna wówczas w społeczeństwie Rada Regencyjna podjęła decyzję o rozwiązaniu się. Po stworzeniu zrębów nowego bytu państwowego, postanowiła oddać władzę w ręce zaufanego człowieka. Ważniejsze było dobro Ojczyzny, niż osobiste ambicje. Książę wolał na kilka lat odsunąć się w cień, niż dopuścić do ewentualnej walki stronnictw w młodym państwie lub, co gorsza, do wybuchu wojny domowej.

## Rodzina i informacje osobiste
W 1893 roku ożenił się z hrabianką Marią z Branickich (córka Władysława). Wówczas przeniósł się do Królestwa Polskiego. Mieszkał w pałacu na Frascati (wówczas podmiejskiej rezydencji) i w swoich dobrach w Małej Wsi koło Grójca. Lubomirski spędzał tu wolne chwile oraz czas z rodziną. Był ojcem trójki dzieci – Julii, Jerzego i Doroty. Udał się tu również na polityczne wakacje w latach 1919–1925, kiedy ustąpił ze stanowiska regenta. Zdecydował się nie ingerować w zarządzanie demokratycznym państwem, dla którego stworzył podwaliny prawne i organizacyjne.
Z żoną miał troje dzieci: Julię Marię, Jerzego Aleksandra i Dorotę. Jego wnukami byli Kazimierz Morawski i Zdzisław Morawski.

## Zamach majowy
Podczas przewrotu Zdzisław Lubomirski zdecydował się na szybki powrót do życia politycznego. 13 maja 1926 roku odbył rozmowę z Piłsudskim na Dworcu Wschodnim w Warszawie. Następnie znalazł się na liście pośród czterech kandydatów na prezydenta wysuniętych przez marszałka. Nie chcąc zaostrzać konfliktu na scenie politycznej, odmówił próby objęcia stanowiska po ustąpieniu Stanisława Wojciechowskiego.
Podczas zamachu pełnił rolę mediatora, prowadząc rozmowy z obydwiema stronami konfliktu. Jego celem było uniknięcie wojny domowej, której groźba była realna w 1926 roku. Tym bardziej odmówił więc objęcia funkcji pomajowego prezydenta, ponieważ Maciej Rataj, Marszałek Sejmu dążył do wyboru Ignacego Mościckiego. Warto tu zauważyć, że wyboru prezydenta dokonywało wówczas Zgromadzenie Narodowe (Sejm i Senat połączone). Nie były to wybory powszechne.

## W roli senatora
Po zamachu majowym Zdzisław Lubomirski znowu wkroczył do polityki. Objął godność senatora, dzięki czemu mógł wykorzystać swoje kontakty międzynarodowe oraz służyć radą i doświadczeniem w procesie tworzenia prawa.
W latach 1928–1935 Zdzisław Lubomirski był senatorem z ramienia Bezpartyjnego Bloku Współpracy z Rządem wybranym w Warszawie. W kolejnej kadencji (1935–1938) pełnił tę funkcję z nominacji prezydenta. W latach 1928–1930 był przewodniczącym dwóch senackich komisji – spraw zagranicznych i wojskowej. W kolejnej kadencji przewodniczył komisji spraw zagranicznych. Często brał udział w pracach i spotkaniach międzynarodowych, na przykład reprezentował polski Senat na pogrzebie marszałka Ferdynanda Focha w 1929 roku.
Kiedy rozpoczął się proces brzeski (proces opozycjonistów z Centrolewu) książę złożył mandat i oddał się do dyspozycji premiera Walerego Sławka. Premier jednak nakazał mu dalsze pełnienie sprawowanego urzędu senatora.
Pomimo pełnienia ważnej funkcji narastał opór księcia Lubomirskiego związany z rządami pułkowników, w szczególności do ministra Józefa Becka. W 1938 roku w mieszkaniu senatora odbywały się tajne spotkania dotyczące sytuacji politycznej w kraju. Uczestniczyli w nich między innymi Mieczysław Niedziałkowski, Roman Knoll, Henryk Strasburger. Sytuacja biernego oporu księcia wobec obozu władzy, który reprezentował zakończyła się tym, że obóz Sanacji nie zezwolił mu na staranie się o ponowny wybór w 1938 roku.

## Sprawa Aleksandra Lednickiego
Po śmierci Aleksandra Lednickiego, znanego polityka został powołany specjalny Sąd Obywatelski, który miał wyjaśnić nie tylko okoliczności śmierci działacza, ale również sposób prowadzenia przez niego polityki. Lednicki był podejrzewany o wrogie działania na rzecz Rosjan, którym był przychylny przez całe swoje życie.
Książę Lubomirski został prezesem tego sądu. Dążył do rzetelnego wyjaśnienia sprawy, dał się poznać, jako osoba solidnie prowadząca śledztwo. Podszedł do tego zadania z dużym zaangażowaniem, tak jak do wszystkich innych powierzonych mu prac. Prowadził sprawę z odwagą, nie poddawał się naciskom ze strony działaczy sanacyjnych i doprowadził do uniewinnienia Lednickiego

## Praca w organizacjach ziemiańskich
Był obywatelem ziemskim guberni warszawskiej w 1909 roku. Książę był wiceprezesem Polskiej Organizacji Zachowawczej Pracy Państwowej, a latach 1931 – 1935 – prezesem Naczelnej Rady Organizacji Ziemiańskich. Starał się reprezentować interesy swojej warstwy społecznej, która znalazła się po światowym kryzysie gospodarczym z 1929 roku w trudnej sytuacji.

## Budowa państwa podziemnego i śmierć
Już we wrześniu 1939 roku, podczas oblężenia Warszawy, książę Lubomirski włączył się aktywnie w prace Komitetu Obywatelskiego, którego przewodniczącym był gen. Juliusz Rómmel. Był jednym z 12 zakładników wskazanych Niemcom zgodnie z aktem kapitulacji miasta z 28 września 1939 w celu zabezpieczenia spokoju w mieście. Odegrał ważną rolę w tworzeniu polskiego państwa podziemnego, zwłaszcza w początkowym okresie.
Książę zdecydował się na pozostanie w kraju. Był znanym międzywojennym politykiem, więc wydawał się niebezpieczny dla władz okupacyjnych. 10 listopada 1942 roku został aresztowany przez Gestapo za działalność niepodległościową. Przez dwa miesiące był przetrzymywany w więzieniu bez postawienia zarzutów, osadzony na Pawiaku. Wreszcie został zwolniony, ale odniósł ciężkie i poważne rany. Nie zdołał już wyzdrowieć. W wyniku obrażeń zmarł 31 lipca 1943 roku w swoim domu w Małej Wsi.
Pochowany został w kościele parafialnym w Belsku Dużym.
Generał-gubernator wojsk niemieckich Hans Hartwig von Beseler tak scharakteryzował księcia w raporcie przesłanym do cesarza w 1917 roku:

Książę Lubomirski z tradycji i usposobienia stoi w obozie antyrosyjskim; jego 	niezdecydowane stanowisko polityczne w pierwszym okresie okupacji należy tłumaczyć osobistymi zobowiązaniami, z których go później sam car zwolnił. Od zupełnej lojalności [względem Niemców] jest jednak książę równie daleki, jak od szczerego uznania nie neutralistycznego jedynie, lecz także 	czynnego współdziałania Polski z Państwami Centralnymi. Ale i jego potęga faktów nieodparcie skieruje na tory aktywizmu.”

W 2018 roku ukazała się pierwsza biografia księcia pod tytułem Książę Regent. Opowieść o Zdzisławie Lubomirskim Magdaleny Jastrzębskiej (Wydawnictwo LTW).

## Wywód przodków
| 4. Eugeniusz Lubomirski |  |                           |  |  |                        |
|                         |  | 2. Jan Tadeusz Lubomirski |  |  |                        |
| 5. Maria Czacka         |  |                           |  |  |                        |
|                         |  |                           |  |  | 1. Zdzisław Lubomirski |
| 6. Zdzisław Zamoyski    |  |                           |  |  |                        |
|                         |  | 3. Maria Zamoyska         |  |  |                        |
| 7. Józefa Walicka       |  |                           |  |  |                        |
|                         |  |                           |  |  |                        |